# Cotisation sur la valeur ajoutée
La cotisation sur la valeur ajoutée (CVA) est une proposition de réforme du financement de la protection sociale en France. Elle consiste à remplacer une partie ou la totalité des cotisations sociales patronales assises sur les salaires par une cotisation basée sur la valeur ajoutée des entreprises. La CVA est distincte de la cotisation sur la valeur ajoutée des entreprises (CVAE), taxe locale supprimée en 2023.

## Historique
L’économiste Jacques Bichot évoque la CVA en 2006 comme une alternative à la TVA sociale, dans une publication de la Revue des Deux Mondes. Il propose que la valeur ajoutée serve d'assiette à une "CSG employeur", visant à répartir plus équitablement la charge sociale entre secteurs économiques.
Cette idée est brièvement soutenue par le président Jacques Chirac en janvier 2006, dans le cadre d’une réforme globale de la protection sociale. Le projet est cependant rapidement abandonné, en partie à cause de l'opposition du Medef.

## Objectifs économiques et sociaux
Selon ses partisans, la CVA permettrait :
- de réduire le coût du travail dans les secteurs à forte intensité de main-d’œuvre ;
- de rendre la contribution des entreprises à la sécurité sociale plus proportionnelle à leur capacité contributive globale[5].

Des analyses comme celle du Conseil des prélèvements obligatoires soulignent cependant la complexité de l’outil, notamment pour les entreprises multi-activités ou les PME.

## Débats et critiques
La CVA a été critiquée par l'IFRAP, qui la qualifie de "fausse bonne idée" en raison de sa complexité et de son impact incertain sur l’emploi.
Des auteurs comme Liêm Hoang-Ngoc voient dans ces propositions une tentative de transformation silencieuse du modèle social français, tandis que des études sociologiques ont souligné la réticence des représentants patronaux à tout élargissement de l’assiette sociale.

## Analyse de l’assiette
L’impact économique d’une cotisation sur la valeur ajoutée dépend du périmètre de l’assiette retenue. Certains rapports, comme celui du Conseil d’analyse économique (2006), évoquent des réserves sur les coûts de gestion et les effets sectoriels de la CVA, liés notamment à la difficulté d’uniformiser l’assiette selon les structures productives.
Le rapport sénatorial n°66 (2007) note également que la valeur ajoutée utilisée dans les simulations inclut les amortissements, ce qui peut majorer la charge sur les entreprises capitalistiques.